# لوك باسباي
لوك باسباي (بالإنجليزية: Luke Busby)‏ هو عازف بيانو ومنتج أسطوانات وكاتب أغاني بريطاني، ولد في 22 أبريل 1981.

## وصلات خارجية
- الموقع الرسمي